# Nastasja Schunk
Nastasja Mariana Schunk (født 17. august 2003 i Mainz, Tyskland) er en professionel tennisspiller fra Tyskland.